# 地视界 (计算机程式)

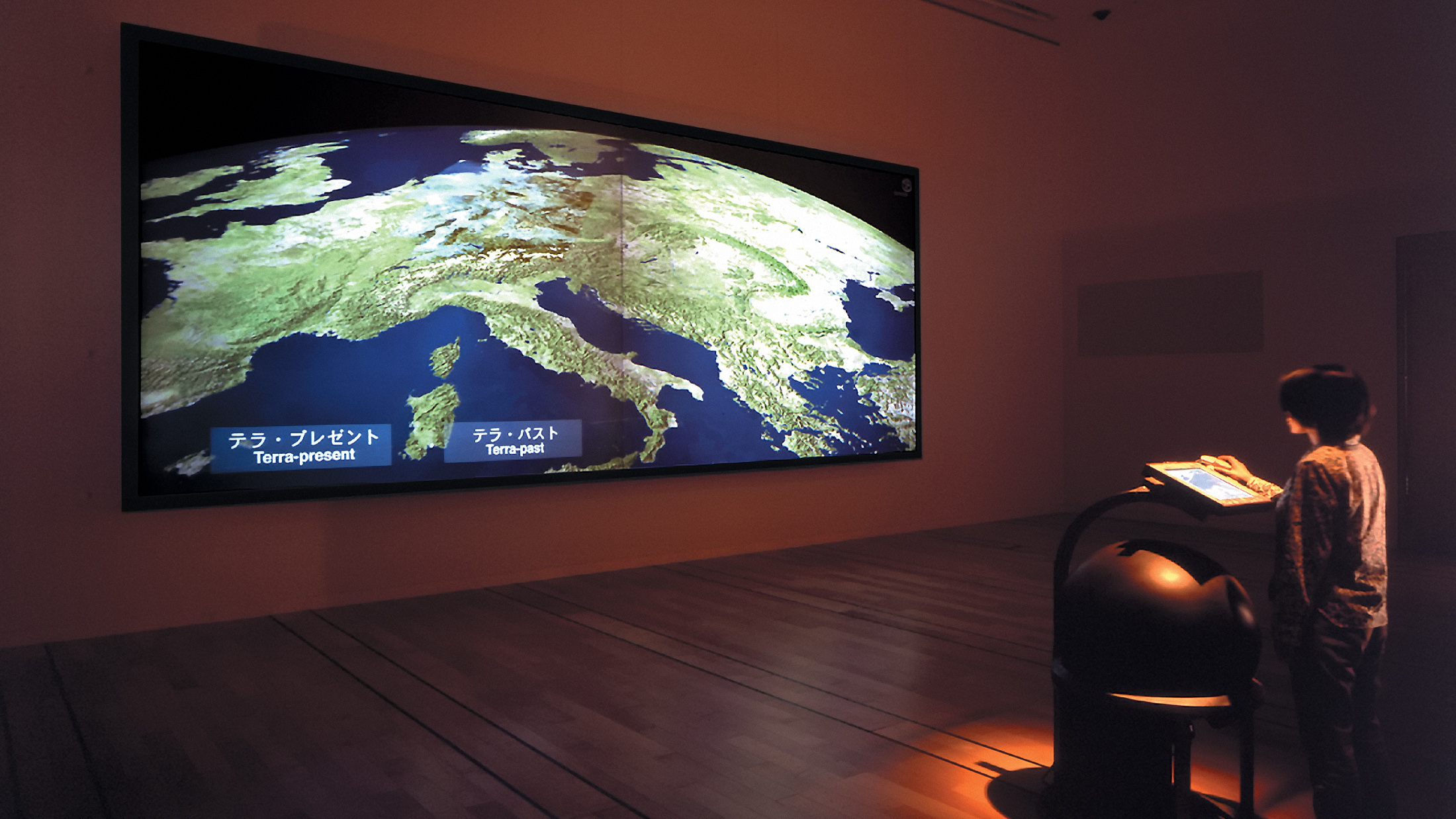
1998年在NTT互通中心安装TerraVision

地视界（Terravision）是德国公司ART+COM于1993年在柏林开发的一款3D地图软件，软件是“基于卫星图像、航拍、高度数据和建筑数据的地球联网虚拟演示”。该项目的开发得到了德国邮政（现德国电信）的支持。2014年，ART+COM对Google提起诉讼，声称其2001年的产品谷歌地球侵犯了地视界1995年的专利权。2016年5月，美国特拉华州地方法院的陪审团裁定谷歌胜诉。他们2017年继续在联邦巡回上诉法院上诉失败并再次败诉。

## 简介
据官方网站介绍，地视界是一个基于卫星图像、航拍、海拔数据和建筑数据的地球联网虚拟演示。
Joachim Sauter、Pavel Mayer、Axel Schmidt、Gerd Grueneis、Dirk Luesebrink、Hendrik Tramperend和Steffen Meschkat是这个项目的主要完成者。他们使用硅谷图形公司开发的Onyx计算机开发了地视界。由于地视界是第一个使用海量空间数据来提供无缝网络导航和地球可视化的系统，Joachim Sauter将其称为Google 地球的前传。

## 历史
Terravision于1993年开始开发，最初是ART+COM在柏林的一个艺术项目，由艺术家和计算机黑客组成，其中一些来自混沌计算机俱乐部 。1994 年，ART+COM申请了一项名为“空间相关数据的图形表示方法和设备”的专利。1995 年，当时的德国邮政（现为德国电信）与ART+COM接洽，为其高速VBN网络寻找高端应用。
1994年，ART+COM在京都国际电信联盟全权代表大会上展示了其项目，然后将其命名为“T_Vision”，该会议由硅谷图形公司的RealityEngine双显示器。 5英尺电视屏幕上的地球在太空中的图像可以由旁边的一个大轨迹球旋转。据Mark Pesce称，ART+COM的两位主要程序员Pavel Meyer和Axel Schmidt能够在会议开幕前的最后10分钟内将他们在柏林建立的软件程序修复到另一台机器上。一个月后，“T_Vision”在洛杉矶综艺艺术中心的互动媒体节上首次向公众展示，赢得了评委的5,000美元奖金。

## 在流行文化中
地视界的两位主要创作者出现在2021年的德国迷你剧《亿万图谋》中，此迷你剧在Netflix上播出。该剧以改编的故事讲述了地视界的历史，并以2014年他们对谷歌提起的专利侵权诉讼告终。